# Der Berg
Der Berg é um filme de drama suíço de 1991 dirigido e escrito por Markus Imhoof. 
Foi selecionado como representante da Suíça à edição do Oscar 1992, organizada pela Academia de Artes e Ciências Cinematográficas.[carece de fontes?]

## Elenco
- Susanne Lothar - Lena
- Mathias Gnädinger - Manser
- Peter Simonischek - Kreuzpointner